# Karlan Grant
Karlan Laughton Ahearne-Grant (* 18. September 1997 in Greenwich) ist ein englischer Fußballspieler schottischer Abstammung, der beim englischen Verein West Bromwich Albion unter Vertrag steht und aktuell an Cardiff City ausgeliehen ist. Der Stürmer ist ehemaliger englischer Juniorennationalspieler.

## Vereinskarriere

### Charlton Athletic
Der in Greenwich geborene Karlan Grant entstammt der Jugendabteilung von Charlton Athletic und war der beste Torschütze der U18-Mannschaft in den Saisons 2012/13 und 2013/14. Am 23. September 2014 unterzeichnete er kurz nach seinem 17. Geburtstag seinen ersten professionellen Dreijahresvertrag. Sieben Tage später debütierte der Stürmer beim 1:0-Auswärtssieg gegen Norwich City in der ersten Mannschaft, als er in der 89. Spielminute für Frédéric Bulot eingewechselt wurde. In den nächsten Ligaspielen kam er zu weiteren vier Einsätzen, bestritt in der verbleibenden Spielzeit 2014/15 aber kein einziges Ligaspiel mehr.
In der nächsten Saison 2015/16 wurde er regelmäßig eingesetzt. Seinen ersten Treffer im professionellen Fußball markierte er am 11. August 2015 beim 4:1-Ligapoklasieg gegen Dagenham & Redbridge. Am 26. September 2015 (9. Spieltag) erzielte er bei der 1:2-Auswärtsniederlage gegen Cardiff City sein erstes Tor in der zweithöchsten englischen Spielklasse. Bis zum Jahreswechsel behielt er seinen Platz als Rotationsspieler bei und am 16. Januar 2016 wechselte Grant auf Leihbasis für einen Monat zum Viertligisten Cambridge United. Dort wurde er in drei von fünf möglichen Ligaspielen eingesetzt, blieb ohne Torbeteiligung und kehrte schließlich nach Leihende zu den Londonern zurück. Dort wurde er vom neuen Cheftrainer José Riga in der restlichen Spielzeit nicht mehr berücksichtigt. Er kam in dieser Saison zu 17 Ligaeinsätzen für die Addicks, in denen er ein Tor erzielte und stieg mit der Mannschaft in die drittklassige Football League One ab.
Auch eine Spielklasse unter der Championship gelang ihm nicht der Durchbruch und er absolvierte in der Spielzeit 2016/17 nur acht Ligaspiele. In der nächsten Saison 2017/18 gelang ihm wieder der Sprung in die Rotation und er stand in der Hinrunde in beinahe jedem Ligaspiel auf dem Platz. Am 30. Januar 2018 wechselte er in einem Leihgeschäft für die verbleibende Spielzeit 2017/18 zum Viertligisten Crawley Town. Vier Tage später stand er im Auswärtsspiel gegen den FC Chesterfield bereits in der Startelf und schoss beim 2:1-Sieg seinen ersten Treffer. Im Trikot der Reds aus Südengland gelang ihm der Durchbruch und er etablierte sich als wichtiger Stammspieler. Beim 2:2-Unentschieden gegen Carlisle United am 17. März (38. Spieltag) gelang ihm der erste Doppelpack seiner professionellen Laufbahn. Er erzielte in 15 Ligaspielen neun Tore für Crawley Town und kehrte zum Ende der Saison zu Charlton Athletic zurück.
Mitte Juni 2018 geriet Karlan Grant außerhalb des Fußballs in die englischen Schlagzeilen, als er auf Ibiza verhaftet wurde, wo er zusammen mit seinem Teamkollegen Reeco Hackett-Fairchild und einem Freund seinen Urlaub verbrachte. Grant wurde die Verletzung der Privatsphäre vorgeworfen, während Hackett-Fairchild die sexuelle Nötigung einer 19-jähriger Frau vorgeworfen wurde. Während Grant alsbald freigelassen wurde und ausreisen durfte, wurde es seinem Teamkollegen erst Mitte Juli erlaubt auszureisen. Zu einem Verfahren kam es später nicht. Der bis dahin unter dem Namen Karlan Ahearne-Grant bekannte Spieler läuft seit dem Sommer 2018 nur noch als Karlan Grant auf.
Trotz des turbulenten Sommers schaffte Grant in der Saison 2018/19 auch den Durchbruch bei Charlton Athletic. Bereits am zweiten Spieltag erzielte er in der 91. Spielminute den entscheidenden Treffer zum 2:1-Heimsieg gegen Shrewsbury Town. Auch in den nächsten Ligaspielen gelangen ihm gute Leistungen und er etablierte sich neben Lyle Taylor und Nicky Ajose als Stammspieler im Sturmdreieck der Addicks, die in dieser Spielzeit um eine Rückkehr in die Zweitklassigkeit kämpften. Bis zu seinem Wechsel im späten Januar 2019 hatte er in 28 Ligaspielen 14 Tore erzielt und fünf weitere Treffer vorbereitet.

### Huddersfield Town und West Bromwich Albion
Am 30. Januar 2019 wechselte Karlan Grant für eine Ablösesumme in Höhe von zwei Millionen Pfund zum Erstligisten Huddersfield Town, wo er einen 3-1/2-Jahres-Vertrag unterzeichnete. Der Verein aus West Yorkshire versprach sich von Grant eine sofortige Hilfe im Kampf gegen den Abstieg und dieser debütierte bereits drei Tage später bei der 0:5-Auswärtsniederlage gegen den FC Chelsea, als er in der 67. Spielminute Philip Billing ersetzte. Im nächsten Ligaspiel gegen den FC Arsenal am 9. Februar 2019 (26. Spieltag) wurde er in der Schlussphase eingetauscht und erzielte mit dem Schlusspfiff das Tor zur 1:2-Niederlage. In der nächsten Zeit etablierte er sich als Stammspieler bei den Terriers. Am 16. März 2019 (31. Spieltag) traf er bei der 3:4-Auswärtsniederlage gegen West Ham United doppelt. In dieser Saison 2018/19 bestritt er 13 Ligaspiele, in denen er vier Tore erzielte und der Abstieg Huddersfields in die EFL Championship war bereits Ende März 2019 fixiert.
Die nächste Spielzeit 2019/20 begann für Huddersfield schwach, da in den ersten neun Ligaspielen nur zwei Punkte gesammelt werden konnten. Grant gelangen in diesen Spielen jedoch fünf Tore und er behielt seine Torquote auch in den nächsten Ligaspielen bei, Huddersfield befand sich jedoch bis zur Zwangspause aufgrund der COVID-19-Pandemie im Abstiegskampf. Die Terriers schafften es im Anschluss an diese über drei Monate andauernde Unterbrechung die Relegation zu verhindern. Grant konnte sich mit 19 Toren und vier Vorlagen in 43 Ligaeinsätzen für höhere Aufgaben empfehlen.
Am 15. Oktober 2020 wechselte Grant zum Premier-League-Aufsteiger West Bromwich Albion, wo er einen Sechsjahresvertrag unterzeichnete.
Für die Spielzeit 2023/24 wechselte er leihweise zu Cardiff City.

## Nationalmannschaft
Im Frühjahr 2014 bestritt Karlan Grant drei Länderspiele für die englische U17-Nationalmannschaft. Von November 2014 bis Juni 2015 war er vier Mal für die U18 im Einsatz.
Aufgrund seiner aus Schottland stammenden Mutter ist Grant auch für die schottische Nationalmannschaft spielberechtigt.